# Sincronía y diacronía
En la lingüística y otras disciplinas, hay dos puntos de vista diferentes y complementarios, que pueden ser adoptados cuando se analizan hechos de lengua.
- El enfoque diacrónico se interesa en la historia de la lengua, y estudia sus evoluciones (la etimología, la evolución fonética, la semántica, el léxico, la sintaxis, etc.). El término es un préstamo lingüístico construido sobre las raíces griegas δια-, « a través », y χρόνος, « tiempo » ; la lingüística comparada, por ejemplo, tiene una aproximación obviamente diacrónica;
- El enfoque sincrónico se interesa en una lengua en un momento preciso de la historia. Esa palabra también deriva de dos raíces del griego antiguo: συν-, « con », y χρόνος, « tiempo ». La gramática escolar, en lo esencial, es sincrónica, pues indica cuales son las normas consideradas como reglas de una lengua, las que pueden haber variado respecto de estados anteriores.

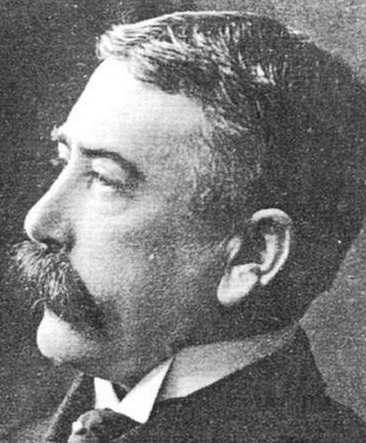
Ferdinand de Saussure.

Los términos sincronía y diacronía, y la construcción teórica de su oposición, fueron desarrolladas por Ferdinand de Saussure, primer lingüista que separó claramente los dos puntos de vista.
Esta oposición también puede aplicarse en filosofía, y fue utilizada, entre otros, por Roland Barthes y por Jean-Paul Sartre.
En psicología del desarrollo, esta oposición entre «sincronía» y «diacronía» dirige a un análisis microdesarrollado o macrodesarrollado (teorías piagetianas).
Jacques Lacan también utilizó esta oposición en el psicoanálisis, haciendo alusión a los procesos de condensación y desplazamiento de un significante con respecto a la cadena significante, diciendo que puede presentarse con respecto a la cadena en una sincronía o una diacronía.
Giorgio Agamben también hace alusión a estos conceptos a propósito del estudio del juego, los ritos y la historia, en su libro "Infancia e Historia", postulando que juego y rito se mueven en torno a los acontecimientos en estos dos ejes. Por un lado, el rito fija la calendarización, como queda ejemplificado en los distintos ritos de año nuevo que comenta Lévi-Strauss; por el otro, el juego, que deriva de los ritos sagrados, toma la conducta pero desapegada de su mito fundante, tranformando ese elemento en diacronía.
En la interpretación geohistórica también se usa el análisis diacrónico y sincrónico. El análisis diacrónico corresponde a la interpretación longitudinal de las estructuras espaciales que predominan en la sociedad a través del tiempo. Tiene altos contenidos de historicidad y enfoca la evolución en el tiempo de los fenómenos espaciales. En cambio, el análisis sincrónico se centra en la interpretación transversal interna de la estructura espacial en cada época.[cita requerida]